# Sân vận động Kim Nhật Thành
Sân vận động Kim Nhật Thành là một sân vận động đa năng nằm ở Bình Nhưỡng, thủ đô của Cộng hòa Dân chủ Nhân dân Triều Tiên. Sân vận động được sử dụng chủ yếu cho các trận đấu bóng đá.

## Lịch sử
Sân vận động Kim Nhật Thành ban đầu được xây dựng vào năm 1926 với tên gọi là Sân vận động Girimri (기림리공설운동장). Sân vận động này đã tổ chức Trận đấu bóng đá Kyung-Pyong hàng năm giữa Kyungsung FC và Pyongyang FC trong thập niên 1920, 1930 và 1940.
Sau khi Triều Tiên bị chia cắt, sân được sử dụng làm nơi tổ chức các bài phát biểu của các chính trị gia. Vào ngày 14 tháng 10 năm 1945, đây là nơi diễn ra bài phát biểu chiến thắng của Kim Nhật Thành sau khi giải phóng Bình Nhưỡng, được gọi là "Mọi nỗ lực để xây dựng một Triều Tiên Dân chủ Mới."
Sân vận động hầu như đã bị phá hủy trong Chiến tranh Triều Tiên (1950–1953), chủ yếu là do Mỹ ném bom trên không xuống thủ đô Bình Nhưỡng trong những năm đó. Được xây dựng lại vào năm 1969, khi đó sân được gọi là Sân vận động Moranbong, nhưng vào tháng 4 năm 1982, sân đã được cải tạo và đổi tên để vinh danh Kim Nhật Thành. Sân được sử dụng chủ yếu cho các trận đấu bóng đá và tổ chức các trò chơi đại chúng cho đến thập niên 1990 (hiện được tổ chức tại Sân vận động mùng 1 tháng 5 Rungrado).

## Hiện nay
Ngày nay, Sân vận động Kim Nhật Thành được sử dụng làm sân nhà của đội tuyển bóng đá quốc gia Cộng hòa Dân chủ Nhân dân Triều Tiên, đội tuyển bóng đá nữ quốc gia Cộng hòa Dân chủ Nhân dân Triều Tiên, Pyongyang City Sports Club và Kigwancha Sports Club.
Năm 2008, trong hai lần, một trận đấu vòng loại World Cup 2010 giữa CHDCND Triều Tiên và Hàn Quốc, dự định diễn ra ở Bình Nhưỡng, đã phải chuyển đến Thượng Hải khi các nhà chức trách miền Bắc từ chối cho phép quốc ca Hàn Quốc được phát trên Sân vận động Kim Nhật Thành, hay quốc kỳ Hàn Quốc sẽ được tung bay, vì CHDCND Triều Tiên và Hàn Quốc chưa bao giờ công nhận chính thức về mặt ngoại giao cho nhau.
Sân vận động Kim Nhật Thành là nơi bắt đầu và kết thúc của giải Pyongyang Marathon hàng năm.